# Cappella de’ Picenardi
Cappella de’ Picenardi (lombardul: La Capéla) település Olaszországban, Lombardia régióban, Cremona megyében. Lakosainak száma 422 fő (2023. január 1.). Cappella de’ Picenardi Ca’ d’Andrea, Cicognolo, Derovere, Pescarolo ed Uniti, Pessina Cremonese, Pieve San Giacomo és Torre de’ Picenardi községekkel határos.

## Népesség
A település népességének változása:
| Lakosok száma | 417  | 432  | 410  | 422  |
|               | 2013 | 2017 | 2018 | 2023 |